# Neudorf (Herrschaft)
Die Herrschaft Neudorf war eine Grundherrschaft im Viertel unter dem Wienerwald im Erzherzogtum Österreich unter der Enns, dem heutigen Niederösterreich.

## Ausdehnung
Die Herrschaft, zu welcher auch die Veste und das Gut Möllersdorf sowie die Pfarrherrschaft Perchtoldsdorf und weiters Ringendorf und Zausenberg gehörten, umfasste zuletzt die Ortsobrigkeit über Möllersdorf und Neudorf. Der Sitz der Verwaltung befand sich im Schloss Neudorf.

## Geschichte
Letzter Inhaber der Familienfideikommissherrschaft war Erzbischof Vincenz Eduard Milde, der Fürsterzbischof von Wien, als die Herrschaft im Zuge der Reformen 1848/1849 aufgelöst wurde.